# Художественный музей Филадельфии
Художественный музей Филадельфии (англ. Philadelphia Museum of Art, сокр. PMA) — один из крупнейших в США музеев изобразительного искусства, содержит около 240 000 экспонатов.

## История
Художественный музей Пенсильвании (такое название он носил до 1938 года) был организован в связи с проведением в Филадельфии всемирной выставки 1876 года, приуроченной к столетию принятия Декларации независимости. Центром торжеств стал так называемый Мемориальный зал (англ. Memorial Hall) в стиле бозар, переданный по окончании выставки под не богатую ещё музейную экспозицию.
В 1919 году по решению городских властей в квартале Фэрмаунт было начато строительство нового здания музея в стиле неоклассицизма. В закладке здания музея и финансировании его строительства принимали активное участие масоны. В 1928 году новое здание (прозванное в народе «большой греческий гараж») приняло первых посетителей.

## Шедевры

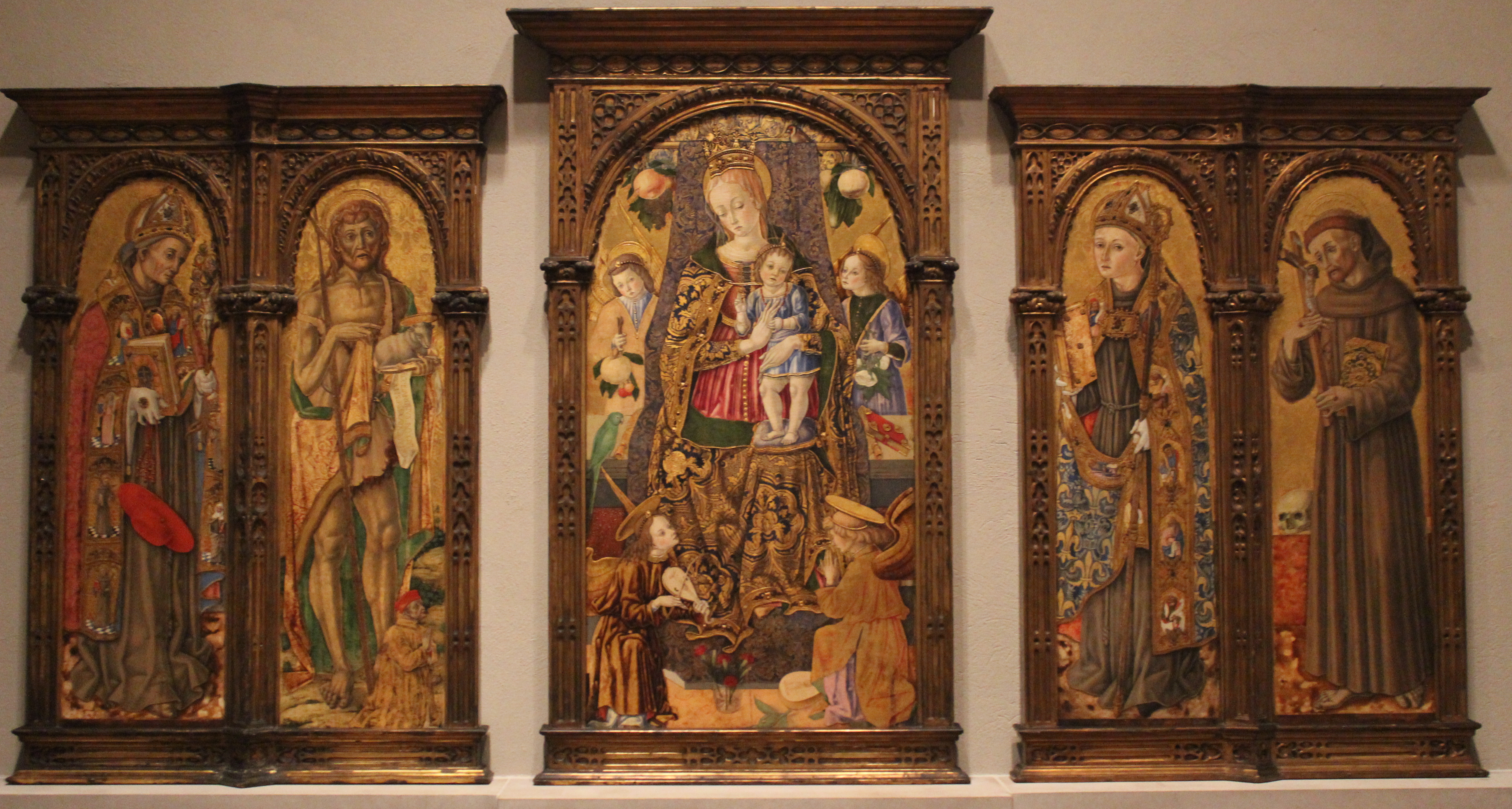
Витторе Кривелли. Полиптих для капеллы Уффредуччи, 1480

Музейное собрание славится в основном произведениями пенсильванских художников (в частности, Томаса Икинса) и шедеврами живописи Новейшего времени, среди которых — «Танец в Мулен-Руж» Тулуз-Лотрека, «Большие купальщицы» Ренуара, «Мягкая конструкция с варёными бобами» Сальвадора Дали, а также наиболее знаменитые произведения Марселя Дюшана («Обнажённая, спускающаяся по лестнице», «Невеста, раздетая своими холостяками» и др.). Среди более ранних работ выделяется полиптих итальянского художника эпохи Возрождения Витторе Кривелли для капеллы семьи Уффредуччи в церкви Святого Франциска Фермо.

## Здания

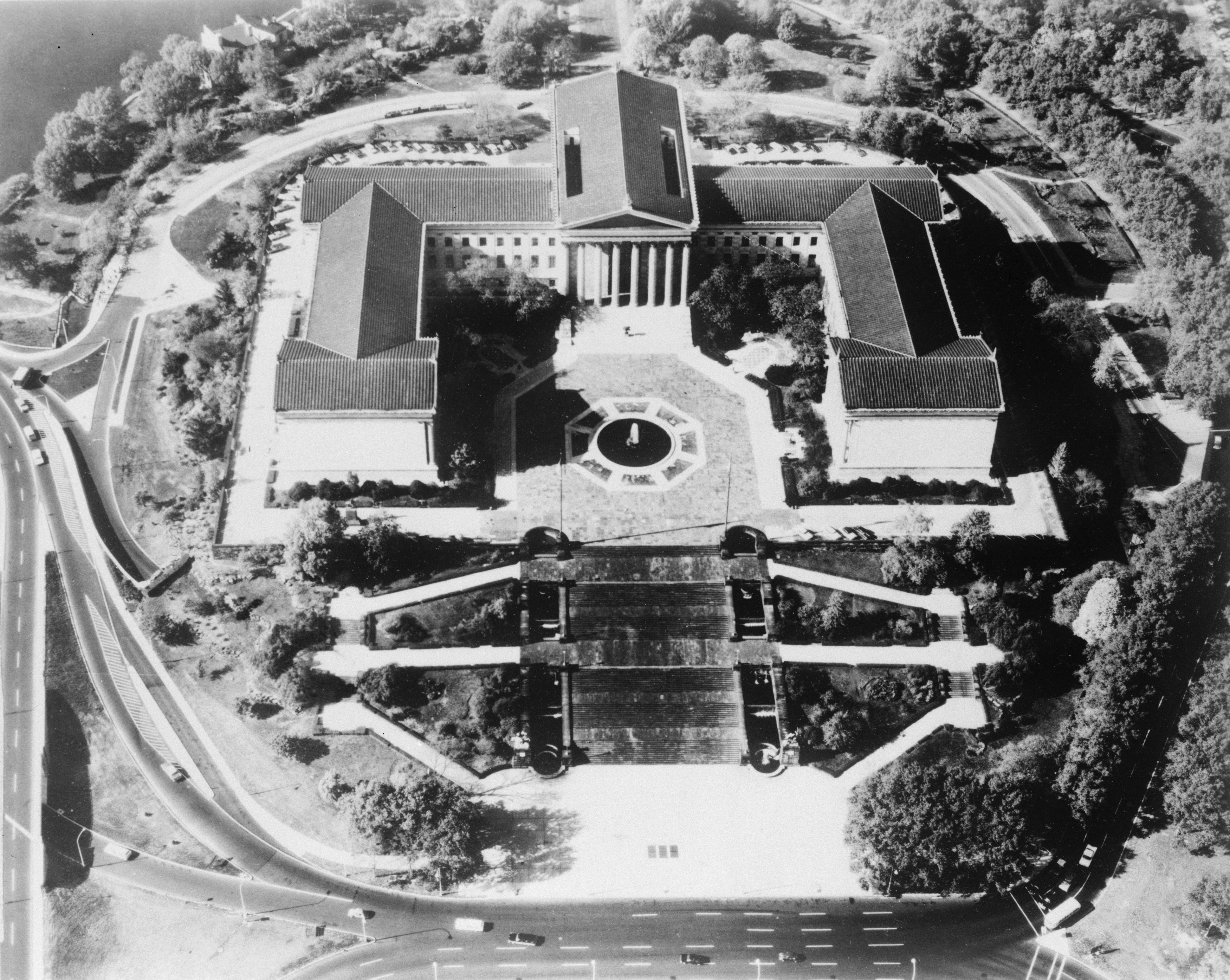
Музей с высоты птичьего полёта (1966)

Главное здание замыкает с запада перспективу бульвара Бенджамина Франклина. С 1929 года в ведении администрации находится также близлежащий музей Родена. В 1999 году для проведения выставок было приобретено здание Рут и Реймонда Перельман — примечательный образец стиля ар-деко (1929).
В октябре 2006 года был подписан контракт с Фрэнком Гери о строительстве нового крыла Художественного музея. На эти цели выделены $500 млн. По состоянию на 2012 год строительство ещё продолжалось.

## Окрестности
Перед музеем расположен небольшой сквер Eakins Oval, названный в честь самого знаменитого филадельфийского художника. Посреди установлен на пышном постаменте конный памятник Дж. Вашингтону (1897). Неподалёку от входа в музей стоит памятник Рокки Бальбоа: во всех фильмах об этом герое фигурирует наружная лестница музея.